# Ordine della Gloria della maternità
L'ordine della Gloria della maternità (in russo Орден "Материнская слава"?) era una onorificenza civile dell'Unione Sovietica istituita l'8 luglio 1944  per volere di Iosif Stalin e con decisione del Presidium del Soviet Supremo.
Il suo status fu confermato dalla decisione del Soviet del 18 agosto 1944 e più tardi modificato da tre decisioni rispettivamente del 16 settembre 1947, del 28 maggio 1973 e del 28 maggio 1980. L'onorificenza veniva conferita, in rappresentanza del  Presidium del Soviet Supremo dell'URSS, mediante appositi decreti delle presidenze dei soviet locali. L'ordine era ripartito in tre classi (prima, seconda e terza), la più alta delle quali era la prima.
Esso veniva conferito a:
- Prima classe: madri che avevano partorito e cresciuto 9 figli;
- Seconda classe: madri che avevano partorito e cresciuto 8 figli;
- Terza classe: madri che avevano partorito e cresciuto 7 figli.

L'ordine veniva conferito al compimento del primo anno di età del figlio più giovane, ammesso che gli altri figli necessari per il raggiungimento del numero previsto (naturali o adottivi) fossero ancora in vita. Eventuali figli deceduti per atti eroici, ragioni militari o in circostanze particolarmente degne di rispetto, comprese le malattie professionali, venivano comunque conteggiati.  L'ordine fu creato simultaneamente a quello di Madre eroica e alla decorazione al merito denominata Medaglia della maternità (in russo Медаль материнства?). L'autore del progetto artistico della decorazione fu il pittore Goznaka.
Il primo decreto di assegnazione dell'onorificenza fu emanato il 6 dicembre 1944, quando furono conferiti 21 ordini di prima classe, 26 di seconda classe e 27 di terza classe. In totale l'ordine di prima classe fu conferito in 753.000 occasioni, quello di seconda 1.508.000 volte e quello di terza 2.786.000.

## Caratteristiche delle medaglie
Le medaglie di prima classe erano totalmente d'argento con una forma ovoidale convessa. Erano alte 36 mm e larghe 29. Sulla parte superiore della medaglia si trovava una bandiera smaltata di rosso recante le parole Материнская слава  (Gloria della maternità) e il numero romano corrispondente alla classe dell'ordine attribuita.  Sotto la bandiera uno scudo di smalto bianco conteneva la sigla  "CCCP" (URSS). La parte superiore della scudo era decorata con la stella a cinque punte e quella inferiore con il simbolo della falce e martello. Sul lato sinistro era raffigurata una madre con bimbo tra le braccia; la figura della donna era coperta di rose nella propria parte inferiore. La zona inferiore della medaglia, il bordo della bandiera e le lettere erano dorate. Nelle medaglie di seconda classe lo smalto della bandiera era blu scuro e non c'erano parti dorate mentre in quelle di terza classe lo smalto non compariva su bandiera, scudo e stella. Il retro della medaglia era di smalto bianco. Le medaglie di prima classe erano sospese ad un singolo nastrino celeste mentre quelle di seconda classe erano caratterizzate da due nastrini celesti e quelle di terza classe da tre.